# Sabinus (Toreut)
Sabinus (altgriechisch Σαβεῖνος) war ein antiker griechischer Toreut (Metallarbeiter) beziehungsweise Silberschmied (Argentarius), der in augusteischer Zeit tätig war.
Sabinus ist einer von nur wenigen antiken griechischen Toreuten, von denen bis heute signierte Werke erhalten sind. Von ihm sind in Griechisch zwei Skyphoi signiert, die 1895 als Teil des Schatzes von Boscoreale in einer römischen Villa in Boscoreale am Südhang des Vesuvs gefunden wurden und sich heute im Musée National du Louvre in Paris befinden. Beide zeigen Tiere, gejagtes Wild und gefangenen Fisch, Küchengerät und andere Objekte, die mit Opfern in Verbindung gebracht werden können. Dabei handelt es sich um typische Xenia-Stillleben.